# Phare de Porto Moniz
Le phare de Porto Moniz (ou phare de l'îlot Mole) est un phare situé au sommet de l'îlot Mole devant le port de Porto Moniz sur l'île de Madère (Archipel de Madère - Portugal).
Il est géré par l'autorité maritime nationale du Portugal à Oeiras (Grand Lisbonne) .

## Histoire
La date de construction de cette petite station de signalisation n'est pas connue. C'est une lumière montée sur un petit bâtiment blanc de 3 m de haut. Il est érigé au sommet de l'îlot Mole, un immense rocher de 62 m de haut, situé devant le port de Porto Moniz, sur la côte nord-ouest de l'île de Madère. L'installation est pratiquement inaccessible. Il projette, selon différents secteurs, un éclat blanc ou rouge, toutes les 5 secondes.
Identifiant : ARLHS : MAD010 ; PT-658 - Amirauté : D2754 - NGA : 23708 .
|           |
| Îlot Mole |

|             |
| Porto Moniz |

|                        |
| Le port de porto Moniz |

### Lien connexe
- Liste des phares de Madère